# Diebstahl (Österreich)
In der Österreichischen Strafrechtswissenschaft bezeichnet Diebstahl eine Straftat gegen das Eigentum nach § 127 StGB. Da der Wortlaut weitgehend mit dem des deutschen StGB übereinstimmt, gelten die dort zu den einzelnen Tatbestandsmerkmalen angestellten Überlegungen auch für das österreichische Strafrecht.

## Tatbestand
Im Folgenden der Wortlaut des § 127 StGB:
Zusätzlich ist in den erweiterten Vorsatz aufzunehmen, dass der Täter durch die Zueignung sich oder einen Dritten unrechtmäßig bereichern will. Bestimmte Sachen, beispielsweise Urkunden, Bankomatkarten oder Kfz-Kennzeichen, können daher nicht Tatobjekt eines Diebstahls sein, oder besser: sind nicht stehlbar, da sich der Täter nicht durch die (unrechtmäßige) Zueignung bereichern kann. Urkunden, Bankomatkarten usw. haben keinen legalen Marktwert, woraus folgt, dass man sich durch deren unrechtmäßige Zueignung – weil finanziell wertlos – nicht am Vermögen bereichern kann. Dadurch, dass dem Opfer Wiederbeschaffungskosten entstehen, hat sich der Täter nicht am Vermögen bereichert. Für Urkunden gibt es daher den Tatbestand der Urkundenunterdrückung (§ 229 StGB), für Bankomatkarten und andere unbare Zahlungsmittel den Tatbestand der Entfremdung unbarer Zahlungsmittel (§ 241e StGB), der die Verwendung zur unrechtmäßigen Bereicherung unter Strafe stellt. Alle Tatbestandsmerkmale (vor allem: fremde bewegliche Sache; Wegnahme aus der Gewahrsame eines anderen; Zueignung; Bereicherung) müssen im Zeitpunkt der Tat vom Vorsatz des Täters umfasst sein.

## Qualifizierte Tatbestände
Die qualifizierten Tatbestände sind erfüllt, wenn zu den Tatbestandsmerkmalen des Diebstahls weitere hinzukommen.

### Schwerer Diebstahl (§ 128 StGB)
1. während einer Feuersbrunst, einer Überschwemmung oder einer allgemeinen oder doch dem Bestohlenen zugestoßenen Bedrängnis oder unter Ausnützung eines Zustands des Bestohlenen, der ihn hilflos macht,
2. in einem der Religionsübung dienenden Raum oder an einer Sache, die dem Gottesdienst oder der Verehrung durch eine im Inland bestehende Kirche oder Religionsgesellschaft gewidmet ist,
3. an einer Sache von allgemein anerkanntem wissenschaftlichem, volkskundlichem, künstlerischem oder geschichtlichem Wert, die sich in einer allgemein zugänglichen Sammlung oder sonst an einem solchen Ort oder in einem öffentlichen Gebäude befindet,
4. an einem wesentlichen Bestandteil der kritischen Infrastruktur (§ 74 Abs. 1 Z 11) oder
5. an einer Sache, deren Wert 5 000 Euro übersteigt.

### Diebstahl durch Einbruch oder mit Waffen (§ 129 StGB)
1. in ein Gebäude, in ein Transportmittel, einen Lagerplatz oder sonst in einen anderen umschlossenen Raum einbricht, einsteigt, mit einem nachgemachten oder widerrechtlich erlangten Schlüssel, einem anderen nicht zur ordnungsmäßigen Öffnung bestimmten Werkzeug oder einem widerrechtlich erlangten Zugangscode eindringt,
2. ein Behältnis aufbricht oder mit einem der in Z 1 genannten Mittel öffnet,
3. eine Sperrvorrichtung aufbricht oder mit einem der in Z 1 genannten Mittel öffnet oder
4. eine Zugangssperre elektronisch außer Kraft setzt.

(2) Mit Freiheitsstrafe von sechs Monaten bis zu fünf Jahren ist zu bestrafen, wer einen Diebstahl begeht,
1. indem er in eine Wohnstätte auf die in Abs. 1 Z 1 oder 4 genannte Art gelangt oder
2. bei dem er oder mit seinem Wissen ein anderer Beteiligter (§ 12) eine Waffe oder ein anderes Mittel bei sich führt, um den Widerstand einer Person zu überwinden oder zu verhindern.

### Gewerbsmäßiger Diebstahl oder Diebstahl im Rahmen einer kriminellen Vereinigung (§ 130 StGB)
(2) Wer auf die in Abs. 1 bezeichnete Weise einen schweren Diebstahl nach § 128 Abs. 1 oder einen Diebstahl nach § 129 Abs. 1 begeht, ist mit Freiheitsstrafe von sechs Monaten bis zu fünf Jahren zu bestrafen.
Gewerbsmäßigkeit liegt vor, wenn der Täter die Tat in der Absicht begeht sich durch die wiederkehrende Begehung eine fortlaufende Einnahme zu verschaffen.

## Abgrenzung zu anderen Delikten
- Unterschlagung (§ 134 StGB): Das fremde Gut ist ohne Zutun des Täters in dessen Gewahrsam gekommen (beispielsweise weil er es gefunden hat, ihm irrtümlich übergeben wurde etc.), ehe es dieser sich oder einem Dritten mit Bereicherungsvorsatz zueignet.
- Veruntreuung (§ 133 StGB): Der Täter eignet sich oder einem Dritten mit Bereicherungsvorsatz ein Gut zu, das ihm anvertraut wurde.
- Dauernde Sachentziehung (§ 135 StGB): Der Täter schädigt einen anderen, indem er eine fremde bewegliche Sache auf Dauer aus dessen Gewahrsame entzieht, ohne sie sich oder einem anderen zuzueignen.
- Entziehung von Energie (§ 132 StGB) stellt die unbefugte Entziehung von Energie aus einer Anlage zur Gewinnung, Umformung, Zuführung oder Speicherung von Energie mit Bereicherungsvorsatz unter Strafe.
- Unbefugten Gebrauch von Fahrzeugen (§ 136 StGB) begeht, wer ein Fahrzeug, das zum Antrieb durch Maschinenkraft eingerichtet ist, ohne Einwilligung des Berechtigten in Betrieb nimmt.

Der Täter will also das Fahrzeug nur benutzen, nicht auf Dauer mit Bereicherungsvorsatz wegnehmen. Will er sich sehr wohl bereichern (beispielsweise um das gestohlene Auto zu verkaufen), liegt Diebstahl vor.
- Eingriff in fremdes Jagd- oder Fischereirecht (§ 137 StGB): Der Täter stellt unter Verletzung fremden Jagd- oder Fischereirechtes dem Wild nach, fischt, fängt oder tötet Wild oder Fische, eignet sie sich oder einem Dritten mit Bereicherungsvorsatz zu oder beschädigt oder zerstört Sachen, die dem Jagd- oder Fischereirecht eines anderen unterliegen.

Das Wild und die Fische sind zwar herrenlos, das heißt, es besteht daran kein Eigentum, doch sind nur bestimmte Personen zur Aneignung berechtigt. In diese Rechte wird durch die Tat eingegriffen.
- Entwendung (§ 141 StGB): Mit geringerer Strafe (Freiheitsstrafe bis zu einem Monat oder Geldstrafe bis zu 60 Tagessätzen) ist bedroht, wenn jemand einen Diebstahl oder ein anderes dem Diebstahl ähnliches Delikt (siehe oben) aus Not, aus Unbesonnenheit oder zur Befriedigung eines Gelüsts an einer Sache von geringem Wert begeht, sofern keine qualifizierte Form des Grunddeliktes verwirklicht ist. Diese theoretisch bedeutsame Privilegierung wird in der Praxis kaum jemals angenommen.
- Raub (§ 142 StGB) liegt vor, wenn jemand mit Bereicherungsvorsatz einem anderen eine fremde bewegliche Sache mit Gewalt oder Drohung mit einer gegenwärtigen Gefahr für Leib und Leben wegnimmt oder abnötigt.
  - Anders als beim räuberischen Diebstahl hat der Täter von vornherein den Vorsatz, Gewalt zu verüben oder damit zu drohen.
  - Raub liegt auch vor, wenn dem Geschädigten die Sache nicht weggenommen wird, sondern er sie gezwungenermaßen selbst hergibt. Gewalt oder Drohung und Gewahrsamsübergang müssen jedoch in unmittelbarem zeitlichen Zusammenhang stehen, andernfalls ist die Tat als Erpressung zu qualifizieren.
- Hehlerei (§ 164 StGB): Wer Diebesgut verkauft, ohne selbst in dem Fall Dieb zu sein, oder sonst zwecks Verwertung weiter verbreitet oder den Täter dabei unterstützt, erbeutete Sachen zu verheimlichen oder zu verwerten, ist ein Hehler.